# Biblioteca Nacional y Universitaria de Zagreb
La Biblioteca nacional y universitaria de Zagreb (en croata:  Nacionalna i sveučilišna knjižnica u Zagrebu, NSK; antes Nacionalna i sveučilišna biblioteka u Zagrebu, NSB) es la biblioteca nacional de Croacia y la biblioteca central de la Universidad de Zagreb. La Biblioteca Nacional fue fundada en 1607. Su misión principal es el desarrollo del cuerpo literario nacional. Cuenta con alrededor de 2,5 millones de libros. La NSK está ubicada en un edificio independiente en el centro de Trnje en la calle Hrvatske bratske zajednice, a donde se trasladó en 1995. El edificio es obra de los reconocidos arquitectos croatas Velimir Neidhardt, Marijan Hržić, Zvonimir Krznarić y Davor Mance, y su construcción tardó seis años (1978-1984).